# Mitja Šivic
Mitja Šivic (né le 1er octobre 1979 à Brezje en République socialiste de Slovénie) est un joueur professionnel de hockey sur glace slovène devenu entraîneur.

## Biographie

### Carrière en club
Il commence sa carrière en 1997 à l'HDD ZM Olimpija dans la Ligue Slovène. En 2002-03, il joue en Vyschaïa Liga (deuxième division russe) tout comme lors d'une partie de la saison 2003-2004. Cette même saison, il fait également un séjour en Biélorussie. De 2004 à 2007, il retourne au HDD ZM Olimpija. Il est capitaine de l'équipe en 2005-2006. Pour la saison 2007-2008, il rejoint, grâce à son compatriote Edo Terglav, les Diables rouges de Briançon en Ligue Magnus, division élite française. Doté d'une grande vitesse de patinage, Mitja joue au centre de la troisième ou quatrième ligne des diables rouges ne l'empêchant d'inscrire des buts spectaculaires. Malgré ses performances régulières, l'entraîneur de l'équipe Luciano Basile lui préfère le controversé John Christian Ruid sur la première ligne. Cependant, il lui arrive de prendre la place ce dernier quand l'équipe est en difficulté. Il a ainsi marqué des points cruciaux face à Rouen ou Chamonix entre autres. A l'entame des playoffs, il est titulaire sur la première ligne. L'équipe s'incline en finale face à Rouen qui avait défait les diables rouges lors de la finale de la Coupe de la Ligue le 2 janvier 2008. En 2008-2009, il signe à Grenoble. Le 15 avril 2015 le Lyon Hockey Club annonce son arrivée.
Lors du premier match de Ligue Magnus en 2015 contre Épinal, il subit une mise en échec avec la crosse, de la part d'un défenseur spinalien, qui lui inflige une triple fracture ouverte de l'humérus et 1 fracture du coude. Si le doute plane quant à son éventuel retour sur la glace avant la fin de la saison, il en vient rapidement à assister François Dusseau et finira par le remplacer après son éviction en cours de saison. L'équipe ne parvient cependant pas à redresser la barre et se voit donc contraint de jouer la poule de maintien dont elle finira avant-dernière, la condamnant donc à la relégation. 
Mitja annonce rapidement qu'il met un terme à sa carrière de joueur en raison des séquelles de sa blessure. Il est néanmoins confirmé dans le rôle de directeur sportif pour la saison suivante avec pour objectif la remontée rapide en Ligue Magnus.

### Carrière internationale
Il représente l'Équipe de Slovénie de hockey sur glace aux différentes compétitions internationales depuis 2000. Il a participé aux mondiaux 2000, 2003, 2005, 2006. En 2007, il est le dernier attaquant évincé de la sélection finale après le stage de préparation.

## Statistiques

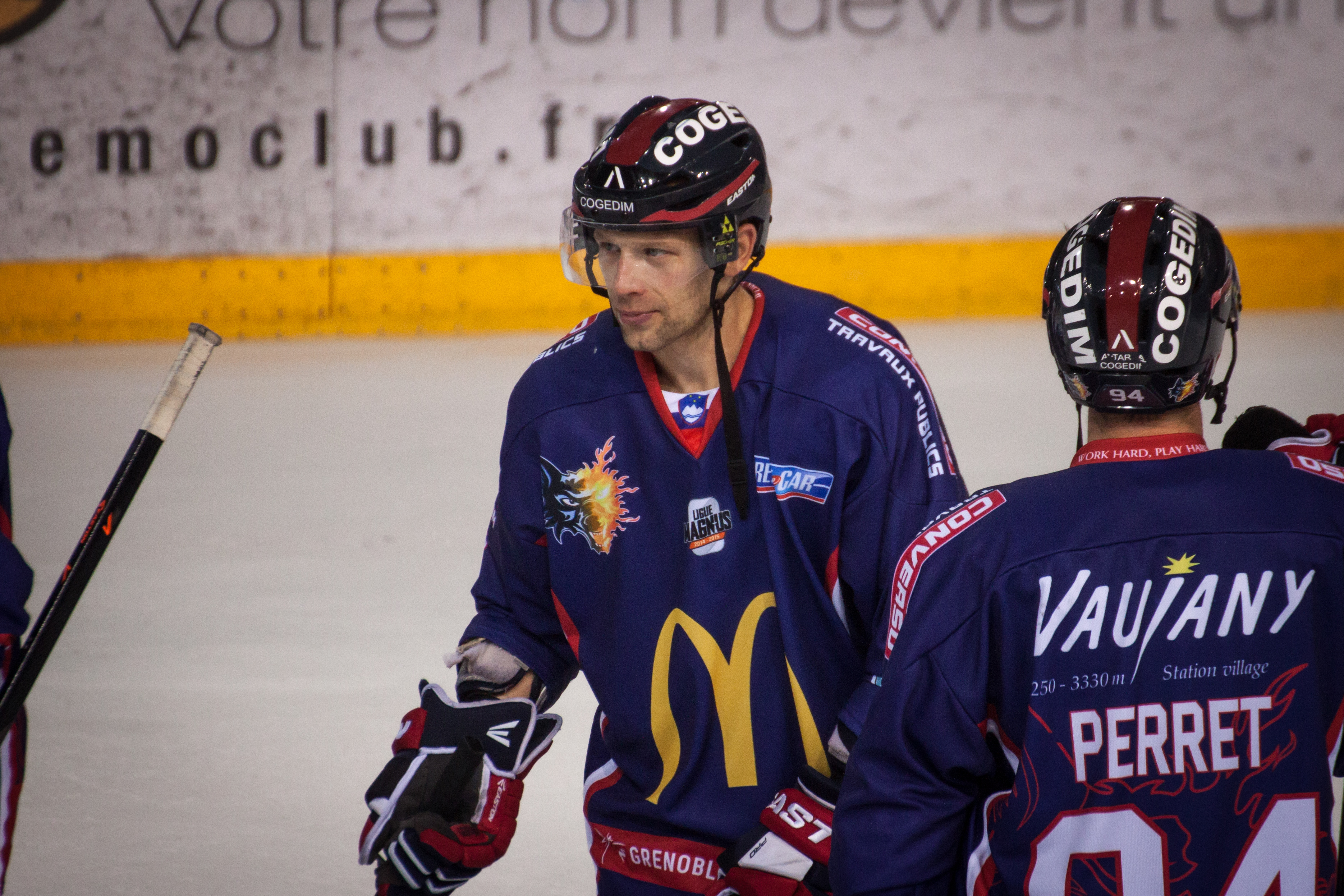
Mitja avec Grenoble en 2014

### En club
| Saison    | Équipe           | Ligue         |    | Saison régulière | Saison régulière | Saison régulière | Saison régulière | Saison régulière |   | Séries éliminatoires | Séries éliminatoires | Séries éliminatoires | Séries éliminatoires | Séries éliminatoires |
| Saison    | Équipe           | Ligue         | PJ | B                | A                | Pts              | Pun              | PJ               | B | A                    | Pts                  | Pun                  |                      |                      |
| 1997-1998 | HDD ZM Olimpija  | Ligue Slovène |    |                  |                  |                  |                  | -                | - | -                    | -                    | -                    |                      |                      |
| 1998-1999 | HK Sportina Bled | Alpenliga     |    |                  |                  |                  |                  | -                | - | -                    | -                    | -                    |                      |                      |
| 2000-2001 | HDD ZM Olimpija  | Ligue Slovène | 23 | 17               | 9                | 26               | 20               | -                | - | -                    | -                    | -                    |                      |                      |
| 2001-2002 | HDD ZM Olimpija  | Interliga     | 14 | 11               | 10               | 21               | 16               | -                | - | -                    | -                    | -                    |                      |                      |
| 2001-2002 | HDD ZM Olimpija  | Ligue Slovène | 14 | 15               | 10               | 25               | 26               | -                | - | -                    | -                    | -                    |                      |                      |
| 2002-2003 | THK Tver         | Vyschaïa Liga | 43 | 7                | 6                | 13               | 26               | -                | - | -                    | -                    | -                    |                      |                      |
| 2003-2004 | HDD ZM Olimpija  | Interliga     | 13 | 4                | 3                | 7                | 0                | 4                | 2 | 1                    | 3                    | 6                    |                      |                      |
| 2003-2004 | HDD ZM Olimpija  | Ligue Slovène | 12 | 6                | 7                | 13               | 6                | 4                | 0 | 1                    | 1                    | 0                    |                      |                      |
| 2004-2005 | Kristall Saratov | Vyschaïa Liga | 34 | 5                | 6                | 11               | 8                |                  |   |                      |                      |                      |                      |                      |
| 2004-2005 | Keramin Minsk    | Ekstraliga    | 4  | 0                | 1                | 1                | 0                |                  |   |                      |                      |                      |                      |                      |
| 2004-2005 | HDD ZM Olimpija  | Ligue Slovène | 13 | 1                | 3                | 4                | 18               |                  |   |                      |                      |                      |                      |                      |
| 2005-2006 | HDD ZM Olimpija  | Interliga     | 22 | 14               | 8                | 22               | 0                | 5                | 4 | 3                    | 7                    | 2                    |                      |                      |
| 2005-2006 | HDD ZM Olimpija  | Ligue Slovène | 24 | 18               | 18               | 36               | 36               |                  |   |                      |                      |                      |                      |                      |
| 2006-2007 | HDD ZM Olimpija  | Interliga     | 15 | 5                | 9                | 14               | 46               |                  |   |                      |                      |                      |                      |                      |
| 2006-2007 | HDD ZM Olimpija  | Ligue Slovène | 22 | 13               | 17               | 30               | 14               | 5                | 0 | 3                    | 3                    | 0                    |                      |                      |
| 2006-2007 | HDD ZM Olimpija  | Ligue Slovène | 22 | 13               | 17               | 30               | 14               | 5                | 0 | 3                    | 3                    | 0                    |                      |                      |
| 2007-2008 | Briançon         | Ligue Magnus  | 26 | 13               | 13               | 26               | 36               | 9                | 7 | 9                    | 16                   | 2                    |                      |                      |
| 2007-2008 | Briançon         | CdF           | 3  | 1                | 1                | 2                | 0                |                  |   |                      |                      |                      |                      |                      |
| 2007-2008 | Briançon         | CdlL          | 7  | 1                | 5                | 6                | 8                |                  |   |                      |                      |                      |                      |                      |
| 2008-2009 | Grenoble         | Ligue Magnus  | 26 | 19               | 23               | 42               | 12               | 11               | 4 | 6                    | 10                   | 6                    |                      |                      |
| 2008-2009 | Grenoble         | CdF           | 5  | 2                | 1                | 3                | 2                |                  |   |                      |                      |                      |                      |                      |
| 2008-2009 | Grenoble         | CdlL          | 11 | 6                | 7                | 13               | 4                |                  |   |                      |                      |                      |                      |                      |
| 2009-2010 | Grenoble         | Ligue Magnus  | 24 | 19               | 12               | 31               | 12               | 9                | 3 | 4                    | 7                    | 4                    |                      |                      |
| 2009-2010 | Grenoble         | CdlL          | 11 | 9                | 11               | 20               | 6                |                  |   |                      |                      |                      |                      |                      |
| 2009-2010 | Grenoble         | CC            | 3  | 0                | 1                | 1                | 0                |                  |   |                      |                      |                      |                      |                      |
| 2010-2011 | Grenoble         | Ligue Magnus  | 24 | 11               | 14               | 25               | 18               |                  |   |                      |                      |                      |                      |                      |
| 2010-2011 | Grenoble         | CdlL          | 6  | 0                | 6                | 6                | 4                | 5                | 4 | 2                    | 6                    | 2                    |                      |                      |
| 2011-2012 | Grenoble         | Ligue Magnus  | 26 | 11               | 16               | 27               | 18               | 20               | 7 | 7                    | 14                   | 16                   |                      |                      |
| 2011-2012 | Grenoble         | CdlL          | 6  | 1                | 2                | 3                | 0                | -                | - | -                    | -                    | -                    |                      |                      |
| 2011-2012 | Grenoble         | CdF           | 2  | 1                | 1                | 2                | 2                | -                | - | -                    | -                    | -                    |                      |                      |
| 2012-2013 | Briançon         | Ligue Magnus  | 26 | 10               | 22               | 32               | 10               | 8                | 2 | 9                    | 11                   | 6                    |                      |                      |
| 2012-2013 | Briançon         | CdF           | 5  | 1                | 9                | 10               | 4                | -                | - | -                    | -                    | -                    |                      |                      |
| 2012-2013 | Briançon         | CdlL          | 6  | 5                | 4                | 9                | 0                | 4                | 1 | 2                    | 3                    | 2                    |                      |                      |
| 2013-2014 | Grenoble         | Ligue Magnus  | 26 | 7                | 14               | 21               | 6                | 5                | 1 | 4                    | 5                    | 2                    |                      |                      |
| 2014-2015 | Grenoble         | Ligue Magnus  | 24 | 14               | 17               | 31               | 4                | 5                | 1 | 0                    | 1                    | 0                    |                      |                      |
| 2015-2016 | Lyon             | Ligue Magnus  | 1  | 0                | 0                | 0                | 0                | -                | - | -                    | -                    | -                    |                      |                      |

### En équipe nationale
| Année | Évènement                            |   | PJ | B | A | Pts | +/- | Pun                                       |  | Résultat |
| 1996  | Championnat d'Europe junior groupe C | 4 | 3  | 3 | 6 |     | 8   |                                           |  |          |
| 1997  | Championnat d'Europe junior groupe B | 5 | 1  | 4 | 5 | -1  | 0   |                                           |  |          |
| 1999  | Championnat du monde junior          | 4 | 2  | 0 | 2 | 0   | 2   |                                           |  |          |
| 2000  | Championnat du monde                 | 7 | 0  | 3 | 3 | +2  | 2   |                                           |  |          |
| 2003  | Championnat du monde                 | 4 | 0  | 0 | 0 | 0   | 4   |                                           |  |          |
| 2005  | Championnat du monde                 | 6 | 0  | 1 | 1 | -4  | 2   |                                           |  |          |
| 2006  | Championnat du monde                 | 6 | 1  | 0 | 1 | +1  | 2   |                                           |  |          |
| 2009  | Qualification Jeux olympiques        | 3 | 0  | 1 | 1 | +2  | 2   |                                           |  |          |
| 2009  | Championnat du monde D1 A            | 5 | 5  | 3 | 8 | +5  | 2   |                                           |  |          |
| 2010  | Championnat du monde D1B             | 5 | 1  | 5 | 6 | +7  | 6   | Médaille d'or de la division D1, groupe B |  |          |
| 2011  | Championnat du monde                 | 4 | 0  | 1 | 1 | -2  | 2   | Seizième de finale de l'élite             |  |          |

## Évolution en Ligue Magnus
- Premier match : le 11 septembre 2007 avec Briançon à Villard-de-Lans.
- Premier point : le 15 septembre 2007 avec Briançon contre Angers.
- Premier but : le 15 septembre 2007 avec Briançon contre Angers.
- Première assistance : le 2 octobre 2007 avec Briançon à Caen.
- Plus grand nombre de points en un match : 5, le 16 février 2008 avec Briançon contre Chamonix.
- Plus grand nombre de buts en un match : 4, le 17 octobre 2009 avec Grenoble contre Neuilly-sur-Marne.
- Plus grand nombre d'assistances en un match : 3, le 7 mars 2008 avec Briançon contre Tours.

## Roller in line hockey
Il a joué au roller in line hockey.
| 2005 | Ebatt Utik | Ligue Slovène | 3 | 3 | 2 | 5 | 0 |